# August af Söderling Hermelin
August af Söderling Hermelin, född 1 april 1794 i Stockholm, död 10 mars 1865 i Säby församling, Jönköpings län, var en svensk friherre, godsägare och kammarherre.

## Biografi
August af Söderling Hermelin föddes 1794 i Stockholm. Han var son till bergsrådet Samuel Gustaf Hermelin och Hedvig Augusta af Söderling. Hermelin blev 1804 student vid Uppsala universitet och 12 juli 1812 auskultant i Svea hovrätt. Han blev 17 april 1813 extra ordinarie kanslist i justitierevisionsexpeditionen och 1823 kammarherre. Hermelin avled 1865 på Gripenbergs slott i Säby församling, Jönköpings län.
Hermelin var godsägare till Gripenbergs slott och Mörbylunds egendomar i Säby socken.

### Familj
Hermelin gifte sig 31 december 1815 på Södraholm i Adelövs socken med stiftsjungfrun Ebba Sofia Ribbing, dotter av kaptenen Per Ribbing och Anna Elisabet Hummelhielm. De fick tillsammans barnen Hedvig Helfrid Hermelin (1816–1892) som var gift med löjtnanten Adolf Fredrik Rappe, godsägaren Axel Hermelin (1818–1915), Augusta Elisabet Hermelin (1819–1910) som var gift med löjtnanten Jean von Koch, Yngve Sven Hermelin (1820–1829), Svanhilda Hermelin (1821–1895), underlöjtnanten David Hermelin, Ingeborg Hermelin (1824–1872), konstnären Olof Hermelin (1827–1913) och löjtnanten Carl Maximilian Hermelin (1828–1923).